# Phantyna remota
Espèce
Synonymes
- Dictyna remota Banks, 1924

Phantyna remota est une espèce d'araignées aranéomorphes de la famille des Dictynidae.

## Distribution
Cette espèce est endémique des îles Galápagos en Équateur.

## Description
Phantyna remota mesure de 1,6 à 2 mm.

## Publication originale
- Banks, 1924 : Arachnida of the Williams Galapagos Expedition. Zoologica (New York), vol. 5, p. 93-99 (texte intégral).